# Tempestade do Cabo Hatteras em 2013
A Tempestade do Cabo Hatteras (também conhecida como a Tempestade de Inverno Nemo ou Nevasca de 2013) foi uma forte tempestade de inverno que teve origem na conjugação de duas áreas de baixas pressões, e que afetou, principalmente, a zona nordeste dos Estados Unidos e algumas regiões do Canadá. O resultado foi uma forte queda de neve e ventos com a força de um furacão. Mais tarde, a tempestade atravessou o Oceano Atlântico e afetou o Reino Unido e a República da Irlanda.
O primeiro sistema de baixas-pressões, com origem nas Planícies do Norte dos Estados Unidos, produziu uma quantidade moderada de neve ao longo da região dos Grandes Lagos dos EUA e Canadá. O segundo conjunto de baixas-pressões, teve a sua origem ao longo do estado do Texas e resultou em fortes chuvas e inundações na zona Sudeste e Atlântica dos EUA. Quando os dois sistemas climatéricos se encontraram ao largo da costa Nordeste em 8 de fevereiro de 2013, provocaram uma forte queda de neve numa vasta região a norte de Nova Jersey e desde Nova Iorque até à Nova Inglaterra e zona costeira do Maine e interior de Ontário.
Queda de neve total em Boston, Massachusetts, atingiu 63 cm, a quinta maior já registrada na cidade. Nova Iorque, registrou, oficialmente, 29 cm de neve no Central Park, e Portland, Maine, registrou um recorde de 81 cm. Em Hamden, Connecticut foi registrado a maior tempestade de neve que atingiu os 100 cm. Muitas cidades vizinhas registraram pelo menos 30 cm de queda de neve. Para além da significativa queda de neve, foram registrados também rajadas de vento com força de furacão, que atingiram os 164 km/h na Nova Escócia, 143 km/h em Mount Desert Rock, Maine e 135 km/h ao largo da costa de Cuttyhunk, Massachussets. Boston sofreu uma maré de tempestade de 1,3 m (acima da linha normal da maré alta), que foi a quarta maior registrada. A tempestade prosseguiu, afetando a costa atlântica do Canadá, após ter atingido o nordeste dos Estados Unidos.
Foram emitidos estados de alerta e avisos em preparação para a tempestade. Os governadores declararam o estado de emergência em todos os estados da Nova Inglaterra e em Nova Iorque. Em toda a região houve voos cancelados em muitos aeroportos principais, com a proibição de viagens a ser colocada em prática em 8 de fevereiro em diversos estados. Centenas acabaram retidos em Long Island, na noite de 8 de fevereiro, em resultado da forte queda de neve. Uma combinação de ventos fortes e neve pesada e molhada deixou 700 000 clientes sem energia elétrica no pico da tempestade. Pelo menos 18 mortes foram atribuídas à tempestade.

## História meteorológica
No final do dia 7 de fevereiro de 2013, a área de baixa pressão que aumentaria o Nor'easter do dia 13 de fevereiro teve uma pressão mínima de 1 008 mbar (hPa; 29,71 inHg), e estava localizada acima da região norte da Flórida, enquanto se movia para o nordeste.